# HMS Zealous (1785)
Pour les autres navires du même nom, voir HMS Zealous.

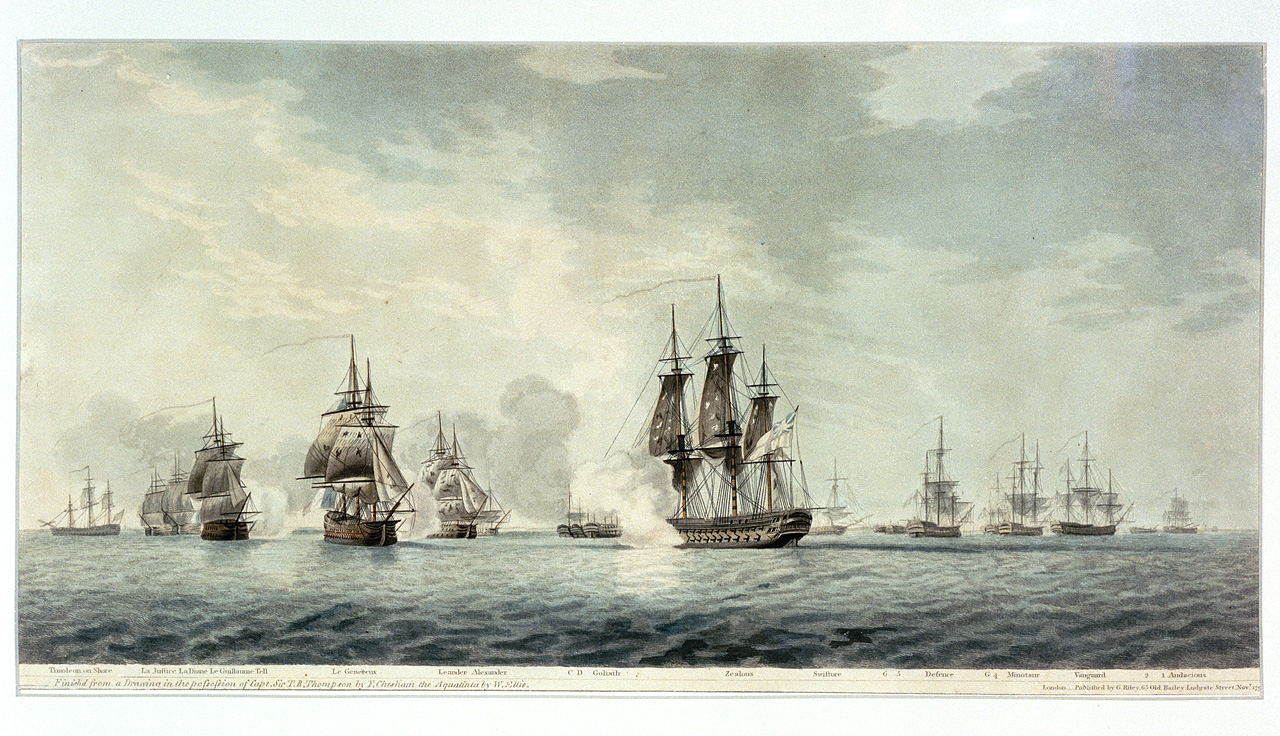
Bataille d'Aboukir (1798). Au premier plan, le HMS Zealous combattant le Généreux

Le HMS Zealous est un vaisseau de 74 canons de classe Arrogant, en service dans la Royal Navy pendant les guerres de la Révolution française et de l'Empire.

## Conception et construction
Le HMS Illustrious est le cinquième des douze navires de la classe Arrogant. Commandé le 19 juin 1782 et construit par le chantier Barnard de Deptford à partir de décembre 1782, il est lancé le 25 juin 1785. Long de 168 pieds (soit environ 51 m), large de 46 pieds et 9 pouces (soit environ 14,25 m) et d'un tirant d'eau de 19 pieds et 9 pouces (soit environ 6,02 m), il déplace 1 616 tons.
Le pont-batterie principal est armé avec 28 canons de 32 livres et le pont-batterie supérieur avec 28 canons de 18 livres. Le navire embarque de plus 14 canons de 9 livres sur ses bastingages et 4 canons de 9 livres sur son gaillard d'avant. L'ensemble totalise 74 canons et une bordée de 1 562 livres.

## Service actif
Pendant les guerres de la Révolution française, les HMS Zealous est d'abord affecté en Méditerranée. En 1797, il est l'un des vaisseaux que l'amiral Jervis confie à Horatio Nelson pour s'emparer de Santa Cruz de Tenerife. Après l'échec de l'assaut du 24 juillet dans lequel Nelson perd un bras, les navires sont de retour dans le dispositif de blocus de Cadix le 16 août.
À la fin du printemps 1798, l'amirauté britannique décide d'envoyer en Méditerranée des renforts pour détruire la flotte française basée à Toulon. Celle-ci est en effet prête à prendre la mer et les Anglais, tout en ignorant l'objectif de l'assaut, savent qu'une armée aux ordres du général Bonaparte est rassemblée à Toulon. Le HMS Zealous, alors commandé par Samuel Hood, fait partie des 12 vaisseaux qui rallient le 13 juin les HMS Alexander et Vanguard et se mettent sous les ordres du contre-amiral Nelson, chargé de cette mission. Le 1er août, le HMS Zealous navigue en tête de la colonne britannique à l'Est d'Alexandrie, et aperçoit la flotte française au mouillage dans la baie d'Aboukir. Nelson décide d'attaquer immédiatement la flotte ennemie et divise ses forces en deux groupes. Les HMS Zealous, Goliath, Theseus et Audacious, sont chargés de passer entre le rivage et les navires français et de les attaquer par bâbord. Dépassant le HMS Culloden, échoué, le HMS Zealous suit le HMS Goliath puis s'arrête au niveau de la proue du premier navire de la ligne française, le Guerrier. Les tirs anglais abattent rapidement le mât de misaine du Guerrier, mais celui-ci résiste encore plusieurs heures et ne finit par se rendre qu'à 21 heures. Le navire est l'un des moins endommagés de la flotte britannique et ne compte qu'un tué et sept blessés dans son équipage. Au lendemain de la bataille, il est par conséquent le seul vaisseau apte à se lancer à la poursuite de l'arrière-garde française, mais abandonne la chasse assez rapidement.
Pendant l'automne 1798, le HMS Zealous patrouille au large des côtes égyptiennes pour intercepter le ravitaillement et les communications de l'armée d'Égypte de Bonaparte. En mai 1799, le navire est au large de la Sicile et fait partie des unités rassemblées par Nelson pour affronter la flotte de l'amiral Bruix, mais les deux flottes ne se rencontrent pas. Après la reprise de Naples par les troupes de Ferdinand IV, Nelson envoie le HMS Zealous et cinq autres navires renforcer la division du contre-amiral Duckworth à Minorque.
En 1801, le HMS Zealous, portant la marque du contre-amiral Totty (en), est envoyé rejoindre la flotte de la Baltique commandée par l'amiral Hyde Parler. Le vaisseau ne participe cependant pas directement aux combats lors de la bataille de Copenhague, où il est assigné à la réserve sous les ordres directs de l'amiral Parker.
En 1814, le HMS Zealous est confié au capitaine James Anderson et fait voile vers le Canada avec du ravitaillement pour les troupes britanniques engagées dans la guerre anglo-américaine de 1812. Le navire est censé rester dans la région de Québec pendant l'hiver, mais se trouve dans un tel état de délabrement que son capitaine prend la décision de désobéir aux ordres et de rentrer en Angleterre.

## Dernières années
Le HMS Zealous est démoli en décembre 1816.